# Tinción de Jones

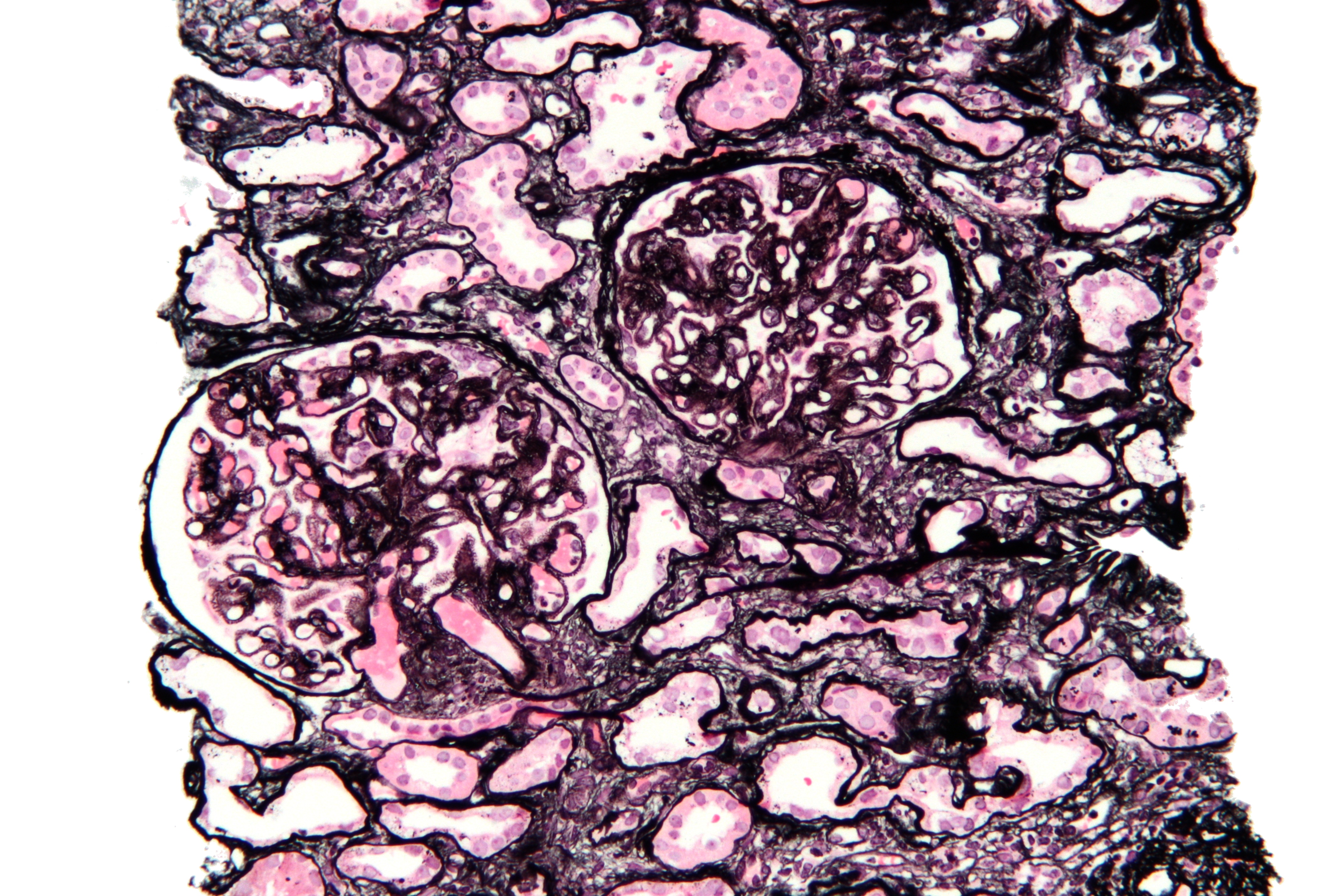
Micrografía de una biopsia de riñón teñida con una tinción de Jones.

La tinción de Jones, es una tinción de ácido peryódico de Schiff (PAS) y plata metenamina utilizada en patología. También se conoce como metenamina PAS, que comúnmente se abrevia como MPAS .
Tiñe la membrana basal y se usa ampliamente en la investigación de enfermedades renales médicas.
La tinción de Jones muestra las proyecciones membranoides prominentes (spikes) de la membrana basal glomerular causadas por depósitos subepiteliales que se observan en la nefropatía membranosa .